# La Chaumusse
La Chaumusse est une commune française située dans le département du Jura, dans la région culturelle et historique de Franche-Comté et la région administrative Bourgogne-Franche-Comté.

## Géographie

### Climat
Pour des articles plus généraux, voir Climat de la Bourgogne-Franche-Comté et Climat du département du Jura.
En 2010, le climat de la commune est de type climat de montagne, selon une étude du Centre national de la recherche scientifique s'appuyant sur une série de données couvrant la période 1971-2000. En 2020, Météo-France publie une typologie des climats de la France métropolitaine dans laquelle la commune est exposée à un climat de montagne ou de marges de montagne et est dans la région climatique  Jura, caractérisée par une forte pluviométrie en toutes saisons (1 000 à 1 500 mm/an), des hivers rigoureux et un ensoleillement médiocre. 
Pour la période 1971-2000, la température annuelle moyenne est de 7,3 °C, avec une amplitude thermique annuelle de 16,1 °C. Le cumul annuel moyen de précipitations est de 1 781 mm, avec 13,4 jours de précipitations en janvier et 10,8 jours en juillet. Pour la période 1991-2020, la température moyenne annuelle observée sur la station météorologique de Météo-France la plus proche, « Cogna », sur la commune de Cogna à 15 km à vol d'oiseau, est de 10,8 °C et le cumul annuel moyen de précipitations est de 1 557,5 mm. 
La température maximale relevée sur cette station est de 39 °C, atteinte le 12 août 2003 ; la température minimale est de −18,5 °C, atteinte le 6 février 2012,,. 
Les paramètres climatiques de la commune ont été estimés pour le milieu du siècle (2041-2070) selon différents scénarios d'émission de gaz à effet de serre à partir des nouvelles projections climatiques de référence DRIAS-2020. Ils sont consultables sur un site dédié publié par Météo-France en novembre 2022.

## Urbanisme

### Typologie
Au 1er janvier 2024, La Chaumusse est catégorisée commune rurale à habitat dispersé, selon la nouvelle grille communale de densité à sept niveaux définie par l'Insee en 2022.
Elle est située hors unité urbaine et hors attraction des villes,.

### Occupation des sols
L'occupation des sols de la commune, telle qu'elle ressort de la base de données européenne d’occupation biophysique des sols Corine Land Cover (CLC), est marquée par l'importance des forêts et milieux semi-naturels (63,8 % en 2018), en diminution par rapport à 1990 (68,2 %). La répartition détaillée en 2018 est la suivante : 
forêts (46,6 %), prairies (28,5 %), milieux à végétation arbustive et/ou herbacée (17,2 %), zones urbanisées (4,3 %), zones agricoles hétérogènes (3,3 %), zones industrielles ou commerciales et réseaux de communication (0,1 %). L'évolution de l’occupation des sols de la commune et de ses infrastructures peut être observée sur les différentes représentations cartographiques du territoire : la carte de Cassini (XVIIIe siècle), la carte d'état-major (1820-1866) et les cartes ou photos aériennes de l'IGN pour la période actuelle (1950 à aujourd'hui).

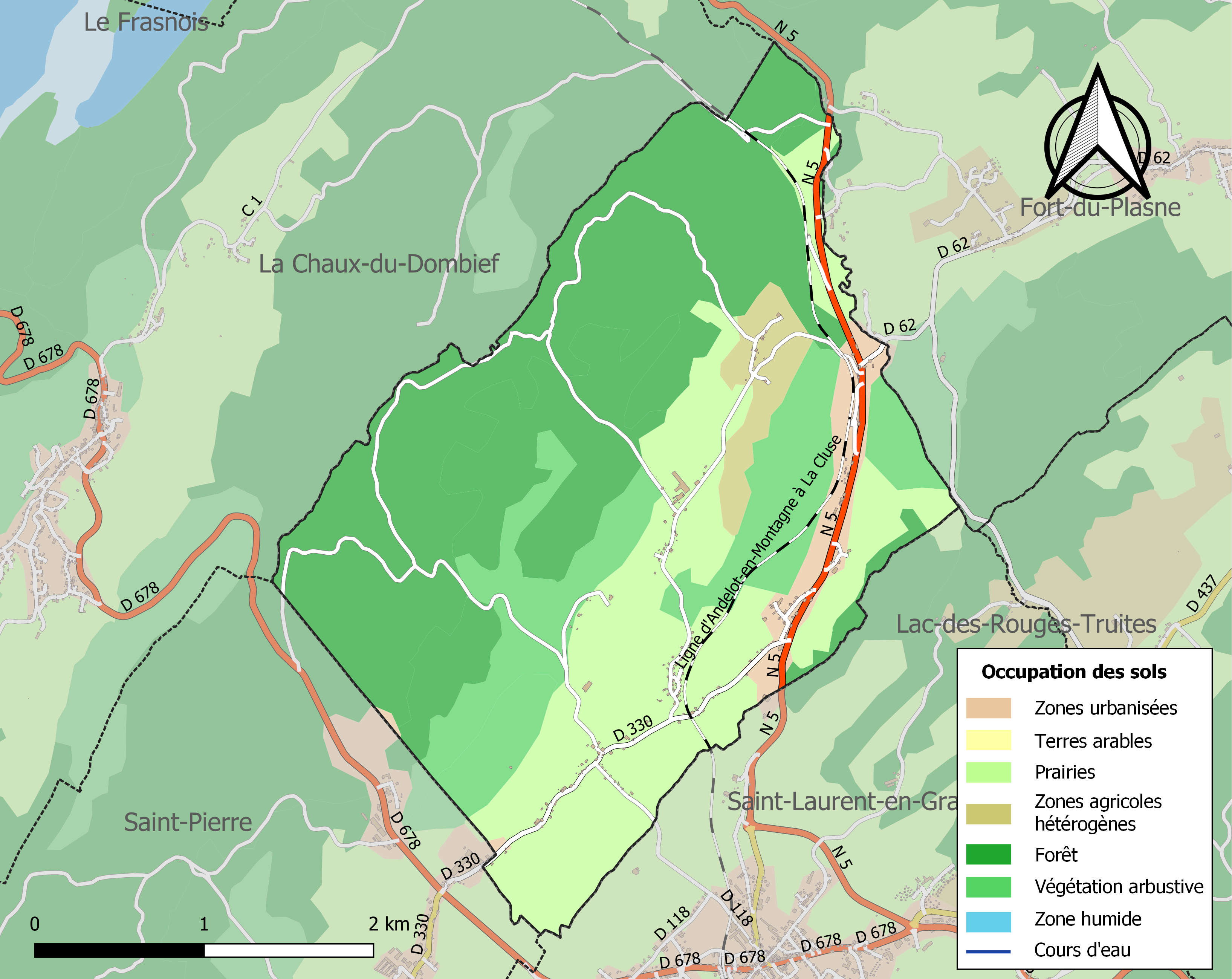
Carte des infrastructures et de l'occupation des sols de la commune en 2018 (CLC).

## Politique et administration
| Période   | Période  | Identité             | Étiquette | Qualité     |
| --------- | -------- | -------------------- | --------- | ----------- |
| mars 2001 | En cours | Jean-Claude Bauduret | PCF       | Agriculteur |

## Nom des habitants
Ses habitants sont les Chaumussards.

## Démographie
L'évolution du nombre d'habitants est connue à travers les recensements de la population effectués dans la commune depuis 1793. Pour les communes de moins de 10 000 habitants, une enquête de recensement portant sur toute la population est réalisée tous les cinq ans, les populations de référence des années intermédiaires étant quant à elles estimées par interpolation ou extrapolation. Pour la commune, le premier recensement exhaustif entrant dans le cadre du nouveau dispositif a été réalisé en 2008.

En 2022, la commune comptait 391 habitants, en évolution de −3,93 % par rapport à 2016 (Jura : −0,81 %, France hors Mayotte : +2,11 %).
| 1793 | 1800 | 1806 | 1821 | 1831 | 1836 | 1841 | 1846 | 1851 |
| ---- | ---- | ---- | ---- | ---- | ---- | ---- | ---- | ---- |
| 547  | 529  | 513  | 532  | 486  | 438  | 437  | 418  | 420  |

| 1856 | 1861 | 1866 | 1872 | 1876 | 1881 | 1886 | 1891 | 1896 |
| ---- | ---- | ---- | ---- | ---- | ---- | ---- | ---- | ---- |
| 369  | 349  | 346  | 316  | 286  | 266  | 340  | 290  | 275  |

| 1901 | 1906 | 1911 | 1921 | 1926 | 1931 | 1936 | 1946 | 1954 |
| ---- | ---- | ---- | ---- | ---- | ---- | ---- | ---- | ---- |
| 238  | 256  | 273  | 236  | 214  | 219  | 205  | 194  | 204  |

| 1962 | 1968 | 1975 | 1982 | 1990 | 1999 | 2006 | 2008 | 2013 |
| ---- | ---- | ---- | ---- | ---- | ---- | ---- | ---- | ---- |
| 230  | 244  | 203  | 251  | 264  | 289  | 331  | 343  | 398  |

| 2018 | 2022 | - | - | - | - | - | - | - |
| ---- | ---- | - | - | - | - | - | - | - |
| 397  | 391  | - | - | - | - | - | - | - |

## Lieux et monuments
- Maisons et fermes (XVIIe-XVIIIe-XIXe s), inventoriées par l'IGPC en 2005[17],[18],[19],[20],[21],[22],[23],[24],[25],[26],[27],[28],[29],[30],[31],[32],[33],[34],[35],[36],[37];
- Caserne de douaniers (XIXe s), aujourd'hui maison, au lieu-dit "Pont de Lemme", inventoriée par l'IGPC en 2005[38];
- Citernes (XIXe s), inventoriées par l'IGPC en 2005[39],[40],[41];
- Fontaines (XIXe s), Route de Saint-Pierre, inventoriées par l'IGPC en 2005[42],[43],[44];
- Fromagerie (XIXe s), au lieu-dit "Pont de Lemme", inventoriée par l'IGPC en 2005[45];
- Lavoirs (XIXe s), Route de Genève, inventoriés par l'IGPC en 2005[46],[47],[48];
- Mairie-école (XIXe s), Route de Genève, inventoriée par l'IGPC en 2005[49];
- Maisons de garde barrière, sur les routes des Ravières et de Saint-Pierre, inventoriées par  l'IGPC en 2004 et 2005[50],[51];
- Remise des Pompes (XIXe s), au lieu-dit "les Chauvettes de Vent", inventoriée par l'IGPC en 2005[52];
- Tunnel ferroviaire (XIXe s), dit "Souterrain du Saut" (XIXe s), au lieu-dit "la Vie de la Serre", inventorié par l'IGPC en 2004[53]
- Ancienne halte (XXe s), Route de Genève, au lieu-dit "sur le Pré", inventoriée par l'IGPC en 2005[54];
- Monument aux morts (XXe s), Route de Genève, inventorié par l'IGPC en 2005[55];
- Gouffre de la Tanne;
- Tourbière du Pont de Lemme, classée en zone naturelle.

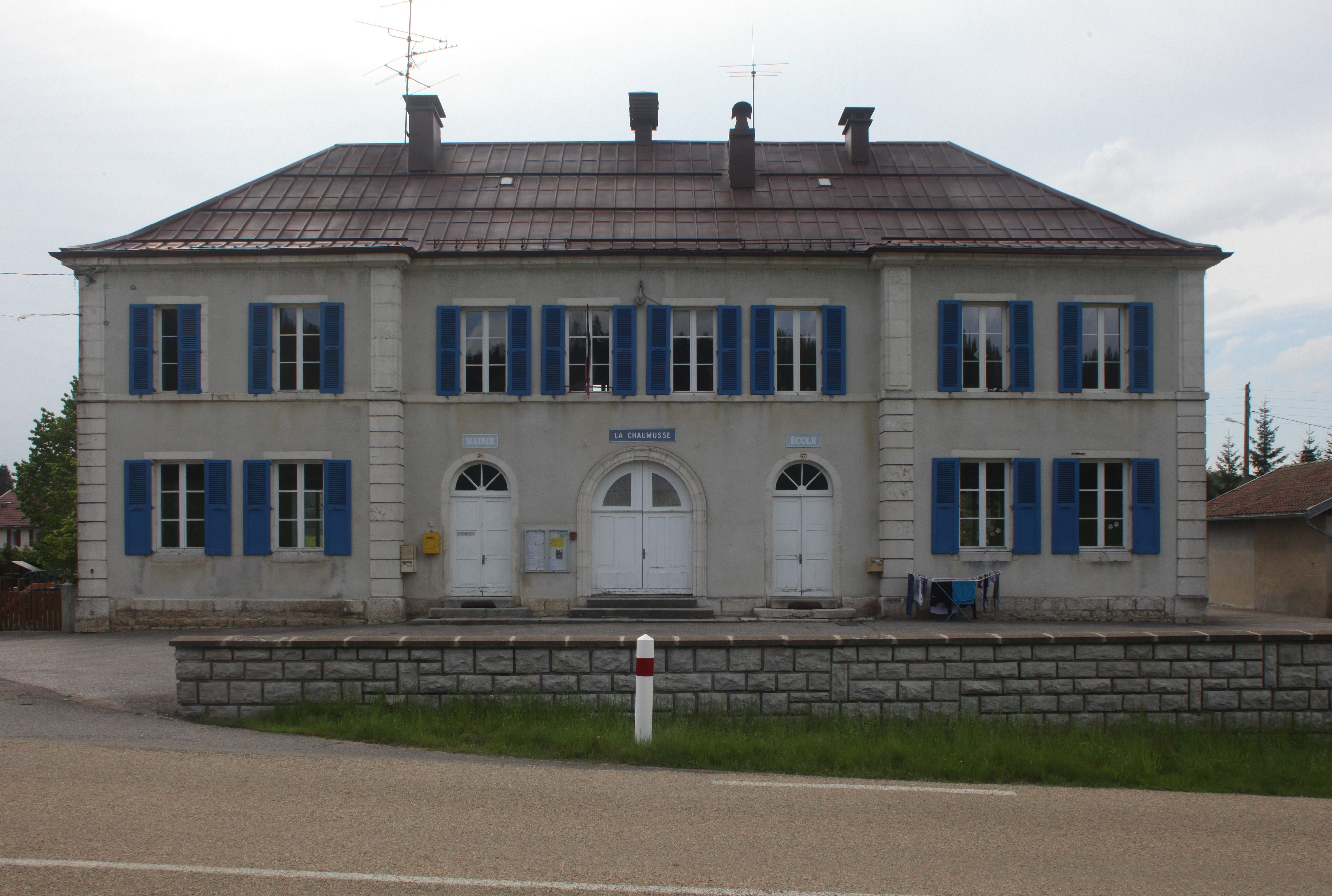
Mairie-école.
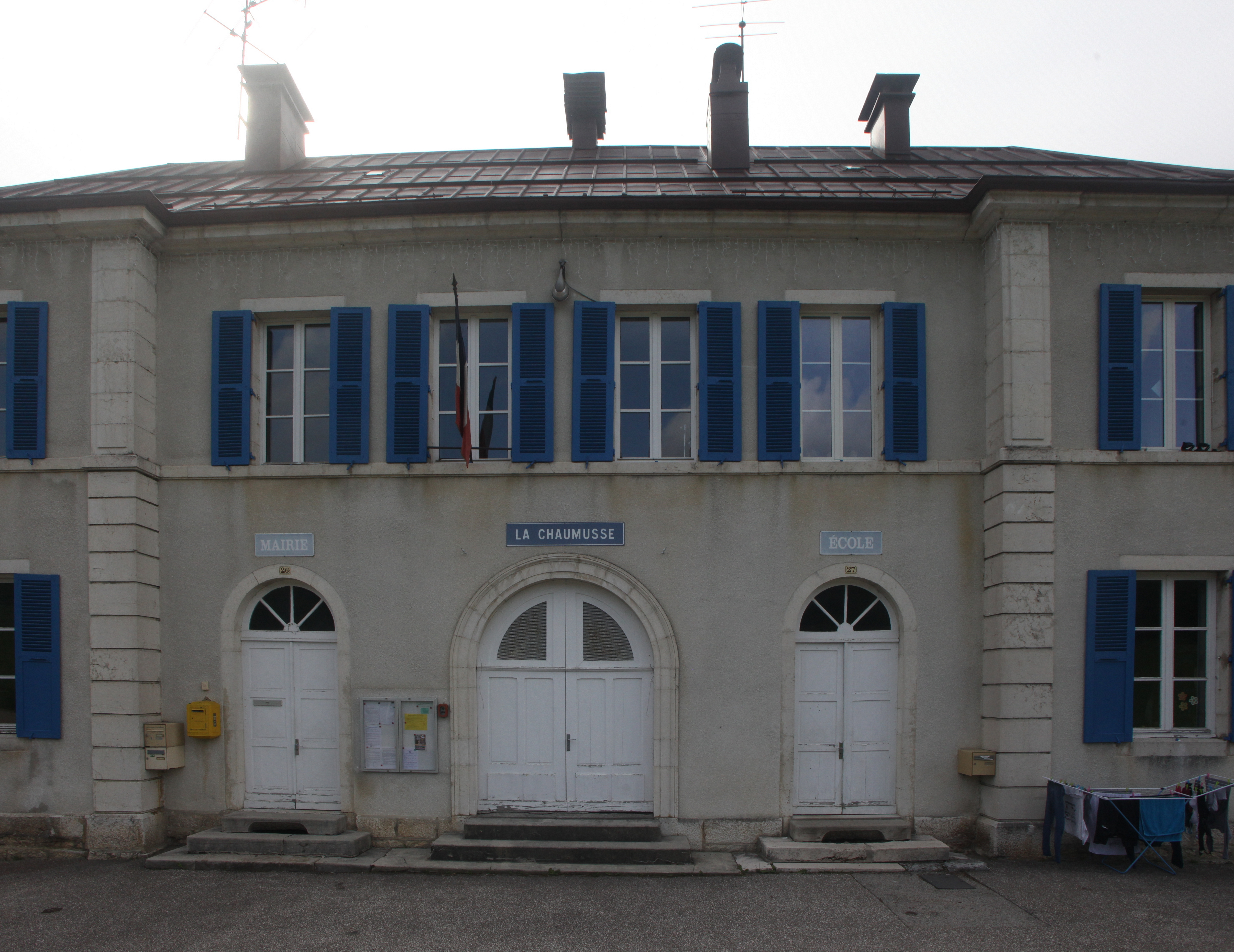
Façade de la mairie.
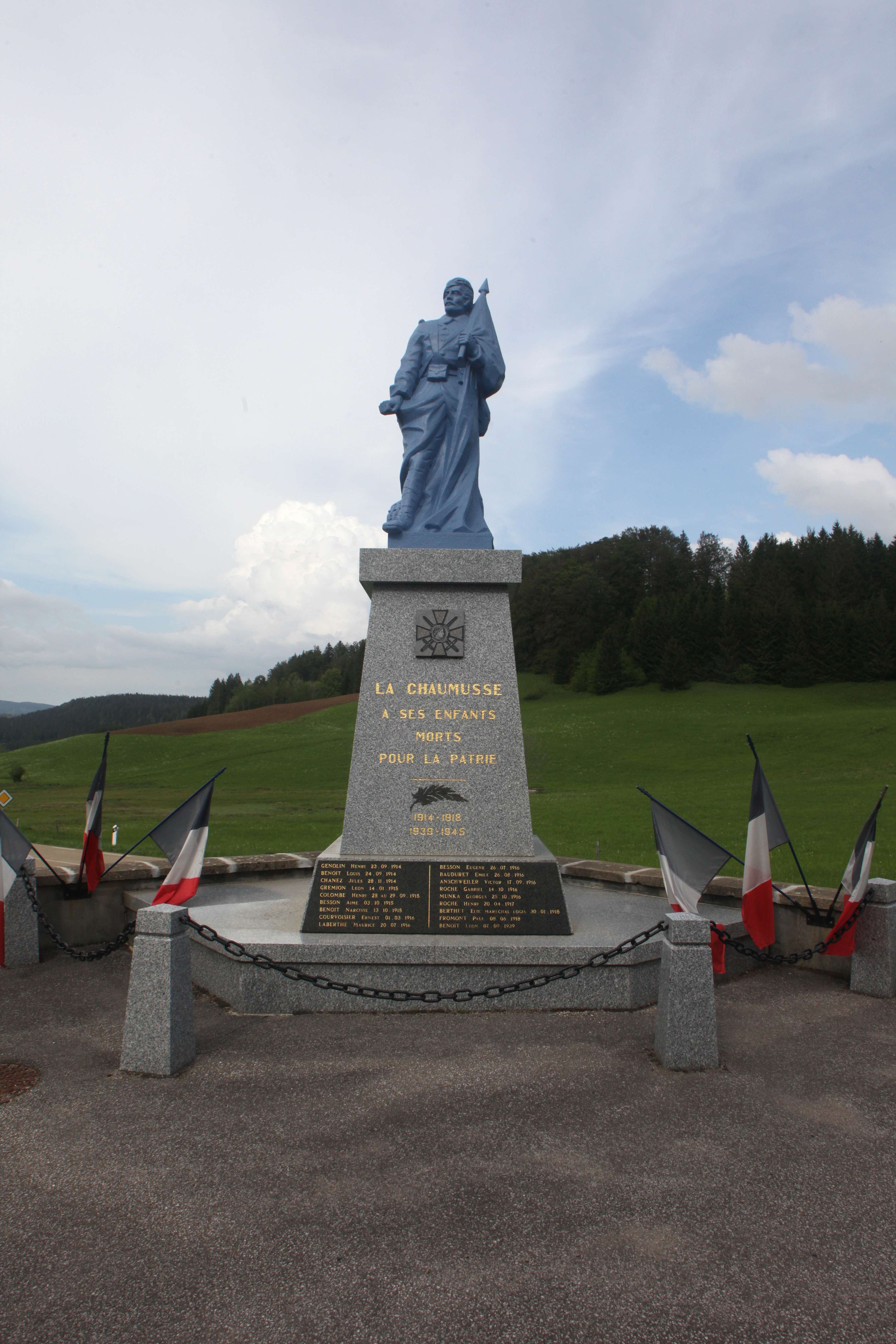
Monument aux morts.
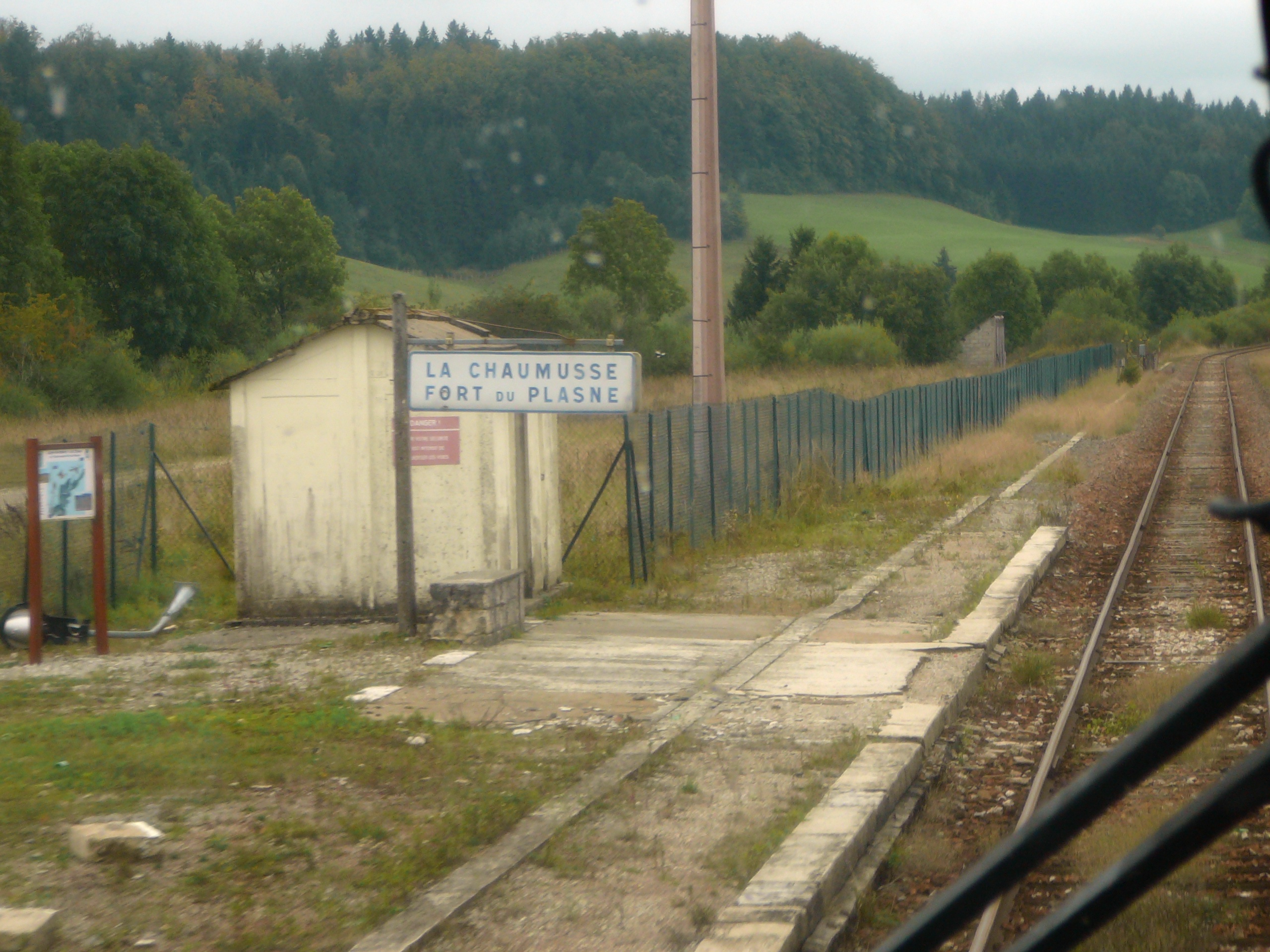
Halte ferroviaire.